# Dimethylkwik
Dimethylkwik is een organokwikverbinding, met als brutoformule C2H6Hg. De stof komt voor als een kleurloze vloeistof.
Zoals vrijwel alle kwikverbindingen is dimethylkwik zeer toxisch, en staat zelfs bekend als een van de sterkste neurotoxines. Dimethylkwik heeft een enigszins zoetige geur. Wanneer men deze echter kan waarnemen, is men al blootgesteld aan een potentieel gevaarlijke of zelfs dodelijke dosis. Voor een mens is opname van 0,1 mL al een zeer gevaarlijke dosis.

## Structuur en eigenschappen
Het molecule bezit een lineaire structuur, waarbij een kwikatoom aan twee kanten door een methylgroep gebonden is. Deze structuur wordt voorspeld door de VSEPR-theorie.
Dimethylkwik heeft een zeer hoge dampspanning (50-82 mmHg), waardoor een kleine hoeveelheid makkelijk gevaarlijke concentraties in de lucht kan produceren.

## Toxicologie en veiligheid
De extreme giftigheid van dimethylkwik kan wellicht mede verklaard worden uit het gemakkelijk passeren van de bloed-hersenbarrière, mogelijk door binding met cysteïne. De langzame afbraak kan makkelijk leiden tot bioaccumulatie. Vergiftiging met dimethylkwik leidt vaak pas tot symptomen als het al te laat is voor een effectieve behandeling. Dimethylkwik wordt gemakkelijk geabsorbeerd door de huid en kan zelfs door latex en andere kunststoffen passeren. In een laboratorium zullen dus latex handschoenen geen bescherming bieden tegen dit extreem krachtige vergif.

## Toepassingen
Dimethylkwik vindt soms toepassing in de toxicologie als referentiepunt vanwege de extreme giftigheid. In de NMR-spectroscopie wordt de stof ook wel gebruikt om instrumenten te ijken voor meting van kwikatomen. Het werken met dimethylkwik heeft prof. Karen Wetterhahn in 1997 echter het leven gekost, naar aanleiding van het morsen van een paar druppels op haar latex handschoen een jaar eerder. In NMR-spectroscopie gebruikt men daarom liever minder giftige kwikverbindingen zoals kwik(II)perchloraat.